# Melissa Navia
Melissa C. Navia, née le 24 août 1984 à Westbury (État de New York, États-Unis), est une actrice américano-colombienne,.
En 2013, Elle a gagné le prix de la Meilleure Actrice au Festival des Wild Rose Independant Film, en l'honneur de son rôle de Dawn dans le film The Paragon Cortex.

## Biographie
Melissa C. Navia est née et a grandi dans l'État de New York.
En 2013, elle obtient la récompense de meilleure article pour son rôle dans le film The Paragon Cortex au Wild Rose Independent Film Festival.
Son mari, Brian Bannon, est décédé d'une leucémie en 2021,,.
Depuis 2022, elle incarne Erica Ortegas, la timonière de l'Enterprise dans la série Star Trek: Strange New Worlds.

## Filmographie[8]

### Cinéma

#### Longs-métrages
- 2011 : Love Eterne ː Medina
- 2012 : That's What She Said : East Village Lucky Joe Parton
- 2013 : The Paragon Cortex ː Dawn
- 2013 : Highly Specialized, Highly Committed : Reyes
- 2013 : Sleeping with the Fishes : Casey
- 2014 : Love Me Anyway ː Jack
- 2014 : Growing Up and Other Lies : Raja
- 2014 : What It Was : Hilary
- 2014 : Tremor Team 12 : Agent Melanie Gregg
- 2015 : The Chosen ː Sabrina
- 2016 : Hymns : Irene
- 2017 : New York Normal : Melanie
- 2018 : Bel Canto : Esmeralda
- 2019 : Tower of Silence ː Lior

#### Courts-métrages
- 2011 : Break Point : The Woman
- 2011 : Metal Gear : Marabel Killia
- 2013 : Legacy : Grace
- 2014 : Love Eterne [Mourning] : Medina
- 2015 : Temecula : Janet
- 2016 : Working Poor : Melissa
- 2019 : Room 220 : Lex Diaz

### Télévision

#### Séries télévisées
- 2015 : Common Charges ː Wendy
- 2022 : Bull : Tidal
- Depuis 2022 : Star Trek : Strange New Worlds : Erica Ortegas